# ActiveX Data Objects
Gli  ActiveX Data Objects, o oggetti ADO, sono una tecnologia informatica che permette di interfacciare un software a dei database. I componenti ADO forniscono gli oggetti e i metodi per la connessione ai database e per l'accesso ai dati in esso contenuti.
In particolare gli oggetti predefiniti disponibili sono:
- ADODB.Connection, per stabilire una connessione con l'origine dei dati, cioè con il database residente sul server.
- ADODB.Recordset, per conservare l'insieme delle righe della tabella ottenute come risultato di un'interrogazione oppure le righe sulle quali si effettuano le operazioni di manipolazione.